# Oenochroma orthodesma
Oenochroma orthodesma là một loài bướm đêm trong họ Geometridae.